# Sadasue Senda
Sadasue Senda (千田 貞季, Senda Sadasue), né en 1892 et décédé le 26 mars 1945 à Iwo Jima, est un lieutenant général de l'Armée impériale japonaise, durant la bataille d'Iwo Jima en 1945, où il perdit la vie.

## Biographie
En 1940, il devient officier d'Infanterie 44e régiment. De 1943 à 1944, il devient commandant de l'école de l'armée de Sendai.
En 1944, il commande la 2e brigade mixte d'infanterie et d'artillerie.
Il est envoyé pour aider le général Kuribayashi à la défense de l'île Iwo Jima, à la Bataille d'Iwo Jima.
Le 26 mars 1945, il participe à la dernière charge mené par le général contre les troupes américaines, avec 300 autres soldats. Il meurt au combat, lors de cette dernière bataille à Iwo Jima.